# Different for Girls
Different for Girls (Uma Garota Diferente, no Brasil) é um filme de 1996, do gênero drama, produzido no Reino Unido e também na França, dirigido por Richard Spence e protagonizado por Rupert Graves e Steven Mackintosh.

## Sinopse
O filme conta a história de Paul Prentice (Rupert Graves) e Karl Foyle (Steven Mackintosh), que era frequentemente ofendido pelos colegas da escola secundarista por ser homossexual. Anos depois, Paul reencontra Karl e fica espantado ao descobrir que o amigo passou a ser Kim Foyle após mudar de sexo. Sem entender nada, decide acompanhar Kim em várias ocasiões.
Preso por conduta obscena, Paul ouve um policial faz comentários grosseiros para Kim e o agride, permanecendo detido. Absolvido da acusação de ter agredido o policial, o rapaz descobre que é emocional e sexualmente compatível com sua parceira. Desesperado por dinheiro após recuperar sua moto, Paul decide vender a história de Kim e também a sua para um tabloide inglês. Ao perceber que os jornais publicaram tudo, a transexual pensa que seria demitida da empresa de cartões comemorativos. No final, os dois vivem juntos e a ideia de que Paul vendeu a história foi uma ideia de Kim.

## Elenco
- Rupert Graves - Paul Prentice
- Steven Mackintosh - Kim Foyle
- Miriam Margolyes - Pamela
- Saskia Reeves - Jean
- Charlotte Coleman - Alison
- Nisha Nayar - Angela
- Neil Dudgeon - Neil Payne
- Adrian Rawlins - Mike Rendell
- Lia Williams - Advogada de defesa
- Ian Dury - Agente de recuperação
- Robert Pugh - DS Cole
- Phil Davis - Taxista
- Rick Warden - Policial Ken
- Kevin Allen - Policial Alan
- Gerard Horan - Sargento Harry
- Edward Tudor-Pole - Procurador de Justiça
- Peter-Hugo Daly - Barry Stapleton
- Shend - Biker Jim
- Llewella Gideon - Recepcionista
- Charles De'Ath - Homem no show
- Robert Demeger - Magistrado
- Malcolm Shields - Soldado
- Graham Fellows - Gerente do despacho
- Ruth Sheen - Vizinha
- Christie Jennings - Garçonete
- Stephen Walker - Karl Foyle
- Blake Ritson - Paul Prentice (jovem)
- Colin Ridgewell - Shrimp
- James D. White - Finer
- Jamie Leyser - Matthew Payne
- Adèle Anderson - Frequentadora do clube (não-creditada)
- Stephen Boxer - personagem desconhecido
- The Buzzcocks - Themselves (não-creditado)
- Richard Ridings - personagem desconhecido